# Osončje
Naše Osónčje (tudi Sónčev sistém ali sestàv) je sestav astronomskih teles, ki ga sestavljajo zvezda Sonce in množica drugih teles, ki kroži okrog njega. Okrog Sonca kroži osem planetov, izmed katerih je tretji - planet Zemlja - naseljen. Poleg planetov sestavlja Osončje še vsaj 158 naravnih satelitov, ki krožijo okrog planetov, ter večje število preostalih majhnih teles, kot so asteroidi, planetoidi, kometi in meteoroidi.
Naše Osončje leži v spiralni galaksiji, imenovani Rimska cesta oziroma kar Galaksija z veliko začetnico. Obhodni čas njegovega tira je galaktično leto.
Izraz osončje ali sončni sistem se občasno uporablja tudi za druge zvezdne oziroma planetne sestave, čeprav so mnenja o tem deljena, saj smo v vesolju samo eno zvezdo poimenovali Sonce.

## Odkrivanje in raziskovanje
Več tisoč let se človeštvo, razen nekaj izjem, ni zavedalo obstoja Osončja. Ljudje so verjeli, da Zemlja miruje v središču vesolja in da je kategorično različna od božanskih in eteričnih teles, ki se premikajo čez nebo. Čeprav je že antični grški astronom in matematik Aristarh teoretiziral o heliocentrični ureditvi vesolja, je bil Nikolaj Kopernik v 16. stoletju prvi, ki je razvil matematično predvidljiv heliocentrični sistem. Njegovi nasledniki iz 17. stoletja, Galileo Galilei, Johannes Kepler in Isaac Newton, so povečali razumevanje fizike, kar je vodilo do postopnega sprejemanja ideje, da Zemlja potuje okrog Sonca in da za planete veljajo isti fizikalni zakoni kot za Zemljo. Poleg tega je izum teleskopa vodil do odkritja bolj oddaljenih planetov in lun. V zadnjem času so izboljšave teleskopa in uporaba vesoljskih plovil brez posadke omogočile raziskovanje geoloških pojavov, kot so gore in kraterji, in sezonskih meteoroloških pojavov, kot so oblaki, puščavski viharji in ledeniške kape, na drugih planetih.

### Teleskopska opazovanja
Prvo raziskovanje Osončja je potekalo s pomočjo teleskopa, ko so astronomi prvič lahko kartirali telesa, ki so bili do takrat slabo vidni prostemu očesu.
Galileo Galilei je bil prvi, ki je odkril fizične podrobnosti posameznih teles Osončja. Odkril je, da ima Luna kraterje, da so na Soncu sončne pege in da okrog Jupitra krožijo štirje sateliti. Galilejevim odkritjem je sledil Christiaan Huygens, ki je odkril Saturnovo luno Titan in obliko Saturnovih obročev. Giovanni Domenico Cassini je kasneje odkril še štiri Saturnove satelite, Cassinijevo ločnico v Saturnovih obročih.
Edmond Halley je leta 1705 ugotovil, da so ponavljajoča beleženja kometa videnja istega telesa, ki se redno vrača vsakih 75–76 let. To je bil prvi dokaz, da okrog Sonca krožijo tudi druga telesa in ne samo planeti. Približno v tem času (1704) se je v angleščini prvič pojavil izraz »Solar System«.
Leta 1781 je William Herschel v ozvezdju Bika iskal dvojne zvezde, ko je opazil komet (kot je o njem takrat mislil). Njegova tirnica je odkrila, da je to nov planet, Uran, ki je bil takrat prvič odkrit.
Giuseppe Piazzi je leta 1801 odkril Ceres, majhen svet med Marsom in Jupitrom za katerega so prvotno mislili, da je to nov planet. Kasnejša odkritja tisočih manjših teles v tej regiji so vodila v reklasifikacijo med asteroide.
Do leta 1846 so nepravilnosti v Uranovi tirnici marsikoga napeljale do razmišljanja, da mora biti izza Urana še en velik planet. Urbain Le Verrierjevi izračuni so vodili k odkritju Neptuna. Leta 1859 so njegovi računi pokazali, da prisončje Merkurja prehiteva, kar je napeljalo Le Verrierja do predpostavke, da je med Merkurjem in Soncem še en neodkrit planet, ki ga je poimenoval Vulkan - to pa se je kasneje izkazalo za zmoto zaradi nepoznavanja.
Čeprav je stvar razprave kdaj so Osončje resnično »odkrili« so brez vsakega dvoma tri opazovanja v 19. stoletju opredelila njegovo naravo in umestitev v vesolju. Prvič, leta 1838 je Friedrich Bessel uspešno izmeril zvezdno paralakso, navidezni kotni premik zvezde, ki je nastal zaradi gibanja Zemlje okrog Sonca. To ni bil samo prvi neposredni, eksperimentalni dokaz o heliocentričnosti, ampak je tudi prvič razkril ogromne razdalje med našim Osončjem in zvezdami. Potem sta leta 1859 Robert Bunsen in Gustav Kirchhoff s spektrografom proučevala absorbcijske črte v Sončevem spektru in odkrila, da so sestavljene iz istih elementov kot obstajajo na Zemlji, to je bil prvi dokaz fizične povezave med Zemljo in Soncem. Potem je Pietro Angelo Secchi primerjal spektralni podpis Sonca z drugimi zvezdami in odkril, da so skoraj vsi podpisi identični. Zavedanje, da je Sonce zvezda, je vodilo do hipoteze, da bi lahko tudi druge zvezde imele svoj sistem, čeprav tega niso dokazali še naslednjih 140 let.
Nadaljnja odstopanja v tirnici zunanjih planetov so vodila Percivala Lowella do sklepa, da se mora za Neptunom nahajati še en planet, »Planet X«. Po njegovi smrti, je Lowllov observatorij vodil iskanje, ki je leta 1930 vodilo Tombaugha k odkritju Plutona. Odkrili so, da je Pluton premajhen, da bi lahko motil tirnice zunanjih planetov, tako da je bilo njegovo odkritje naključno. Podobno kot tudi Ceres, ki so ga prvotno označili kot planet, je po odkritju množice drugih podobno velikih teles v njegovi okolici IAU leta 2006 reklasificirala v pritlikavi planet.
Leta 1992 sta astronoma David C. Jewitt z Univerze Havajev in Jane Luu s Tehnološkega inštituta Massachusettsa odkrila (15760) 1992 QB1. To telo je prvo izmed nove populacije, ki je postala znana kot Kuiperjev pas.
Mike Brown, Chad Trujillo in David Rabinowitz so leta 2005 objavili odkritje Eride, telo razpršenega diska, ki je večje kot Pluton.

## Struktura in sestava
Glavni sestavni del Osončja je Sonce, zvezda glavnega niza tipa G2, ki vsebuje 99,86 % znane mase sistema in gravitacijsko prevladuje. Sončeva štiri največja krožeča telesa, plinski velikani, predstavljajo 99 % preostale mase, od tega samo Jupiter in Saturn skupaj več kot 90 %.
Večina velikih teles, ki kroži okrog Sonca, se nahaja blizu ravnine Zemljine tirnice, poznane kot ekliptika. Planeti so zelo blizu ekliptike, medtem ko so kometi in telesa Kuiperjevega pasu pogosto pod večjim kotom. Vsi planeti in večina drugih teles krožijo okrog Sonca v smeri njegovega vrtenja, vendar obstajajo tudi izjeme, kot je Halleyjev komet.
Tok nabitih delcev iz Sonca - Sončev veter - odriva navzven medzvezdno snov in tvori mehur, ki se razteza mnogo dlje od najbolj oddaljenih planetov Osončja. Pravimo mu heliosfera. Sončev veter, ki postaja z oddaljenostjo od Sonca vse šibkejši, se v regiji, imenovani terminacijski šok, nenadoma upočasni. Dlje od te regije je ovojnica heliosfere, na njeni zunanji meji - heliopavzi - pa sta pritisk Sončevega vetra in medzvezdne snovi izenačena. Heliopavza je tako meja med Osončjem in medzvezdnim prostorom. Oblika heliosfere ni pravilna, terminacijski šok naj bi se nahajal na oddaljenosti med 75 in 90 astronomskih enot od Sonca.
Ovojnica heliosfere se deloma prekriva z regijo, imenovano razpršeni disk, ki vsebuje zelo malo trdnih teles. Na notranjem robu razpršenega diska se konča Kuiperjev pas asteroidov, na zunanjem pa se začne Oortov oblak, domnevno območje pretežno ledenih planetezimalov, od koder naj bi izvirala večina kometov. Zunanji rob tega oblaka na razdalji okrog 50.000 astronomskih enot oz. skoraj enega svetlobnega leta je kozmografska meja Osončja, kamor še sega gravitacijski vpliv Sonca.

## Nastanek in razvoj
Osončje se je oblikovalo pred 4,568 milijardami let zaradi gravitacijskega sesedanja območja znotraj večjega molekularnega oblaka. Ta prvotni oblak je bil po vsej verjetnosti širok več svetlobnih let in je oblikoval nekaj zvezd. Kot je tipično za molekularne oblake, je bil sestavljen predvsem iz vodika, nekaj helija in manjše količine težkih elementov. Ko se je regija, ki bo kasneje postala Osončje (poznana kot pred-sončeva meglica) sesedla, je ohranjanje vrtilne količine povzročilo hitrejše vrtenje. Središče, kjer se je oblikovala zgoščina materiala, je postajalo bolj vroče od okoliškega diska. Ker se je meglica vrtela hitreje, se je začela sploščevati v protoplanetni disk s premerom približno 200 a. e., v njegovem središču pa je nastajala vroča, gosta protozvezda. Planeti so nastajali zaradi akrecije iz diska - prah in plini se gravitacijsko privlačijo in zlivajo v čedalje večja telesa. V zgodnjem Osončju je verjetno obstajalo stotine protoplanetov, ki pa so se ali združili ali pa uničili in za seboj pustili planete, pritlikave planete ter ostanke manjših teles.
Zaradi svojih višjih vrelišč lahko v trdni obliki v vročem notranjem Osončju bliže Sonca obstajajo le kovine in silikati, in ti prej ali slej oblikujejo kamnite planete, Merkur, Venero, Zemljo in Mars. Ker so kovinski elementi sestavljali le majhen del Sončeve meglice, zemeljski planeti niso mogli veliko zrasti. Veliki planeti (Jupiter, Saturn, Uran in neptun) so se oblikovali bolj daleč, onkraj meje zmrzovanja (frost line - točka med Marsom in Jupitrom kjer je material dovolj hladen, da hlapljive ledene sestavine ostanejo trdne). Ledu, ki je oblikoval te planete, je bilo več kot kovin in silikatov, ki so oblikovali notranje planete - to je omogočilo dovolj veliko rast z atmosfero iz vodika in helija, dveh najlažjih in najbolj množično zastopanih elementov. Ostanki, ki nikoli niso postali planeti, so se zbrali v območjih, kot so asteroidni pas, Kuiperjev pas in Oortov oblak.
V 50 milijonih let sta tlak in gostota vodika v središču protozvezde dovolj narasla, da se je lahko začela termonuklearna fuzija. Temperatura, hitrost reakcije, tlak in gostota so naraščali, dokler ni bilo doseženo hidrostatično ravnovesje; termični tlak je bil uravnovešen s silo gravitacije. V tej točki je Sonce postalo zvezda glavnega niza. Sončev veter iz Sonca je ustvaril heliosfero in pometel ostanke plina in prahu iz protoplanetnega diska v medzvezdni prostor ter s tem končal proces oblikovanja planetov.
Osončje bo ostalo takšno, kot ga poznamo danes, dokler ne bo vodik v Soncu popolnoma spremenjen v helij, kar se bo zgodilo čez približno 5,4 milijarde let. To bo konec življenja Sonca kot zvezde glavnega niza. Takrat se bo sredica Sonca sesedla in izhodna energija bo veliko večja od današnje. Zunanje plasti Sonca se bodo razširile na približno 260-kratnik današnjega premera in Sonce bo postalo rdeča orjakinja. Zaradi izrednega povečanje površine, bo površina Sonca znatno hladnejša. Širitev Sonca bo uparilo Merkur in Venero ter Zemljo naredilo neprimerni za bivanje, saj se bo naseljivo območje pomaknilo za tirnico Marsa. Nazadnje bo postalo jedro dovolj vroče za fuzijo helija. Tega bo hitro zmanjkalo, za fuzijo težjih elementov pa Sonce ne bo imelo dovolj mase in jedrska reakcija v jedru se bo praktično ustavila. Zunanje plasti bodo nato ušle v vesolje in Sonce bo postalo bela pritlikavka. To je stabilna, majhna zvezda brez jedrskega goriva, ki zaradi gravitacijskega stiskanja še vedno ustvarja bel sijaj in radiacijo. Imela bo pol manjšo maso kot izvorno Sonce in velikost Zemlje. Izvržene zunanje plasti bodo formirale planetarno meglico in nekaj materiala, ki je sestavljalo Sonce, bo obogatilo medzvezdno snov s težkimi elementi, kot je ogljik.

## Sonce
Sonce je zvezda in glavno telo našega Osončja. Njegova velika masa (332.900 Zemljinih mas) proizvaja dovolj visoke temperature in gostoto korone, ki omogoča jedrsko zlivanje, pri katerem se sprošča ogromna količina energije, ki večinoma seva v prostor kot elektromagnetno valovanje (svetloba z valovno dolžino od 400 do 700 nm je vidna svetloba).
Sonce je zvezda tipa G2 glavnega niza. V primerjavi z večino drugih zvezd v krajevni Galaksiji, je Sonce precej veliko in svetlo. Zvezde so razvrščene po Hertzsprung-Russllovem diagramu, grafu, ki prikazuje svetlobo zvezd s temperaturo njihovega površja. V splošnem so bolj vroče zvezde svetlejše. Za zvezde, ki se držijo tega vzorca, se reče, da so v glavnem nizu, in Sonce se nahaja prav v njegovi sredini. Zvezde, ki so bolj vroče in svetlejše od Sonca, so redke. Zvezde, ki so precej bolj temačne in hladnejše, so običajnejše in znane kot rdeče pritlikavke ter predstavljajo 85 % zvezd v naši Galaksiji.

## Medplanetarna snov
Velik del Osončja je sestavljen iz vakuuma, ki ga imenujejo medplanetarna snov ali medplanetarni medij. Skupaj s svetlobo Sonce seva neprekinjen tok nabitih delcev (plazmo), t.j Sončev veter. Ta tok delcev, ki se širi navzven s hitrostjo približno 1,5 milijona kilometrov na uro, ustvarja šibko atmosfero (heliosfero), ki prežema medplanetarno snov do najmanj 100 a. e. (glej heliopavza). Aktivnosti na površju Sonca, kot so Sončevi izbruhi (angl. solar flare) in izbruhi koronske mase (angl. coronal mass ejection), mešajo heliosfero, ustvarjajo vesoljsko vreme in povzročajo geomagnetne nevihte. Največja struktura znotraj heliosfere je heliosferična tokovna plast, spiralna oblika, ki so jo ustvarile aktivnosti Sončevega izmeničnega magnetnega polja.
Zemljino magnetno polje nas ščiti pred sicer zelo nevarnimi vplivi sončnega vetra. Venera in Mars nimata magnetnih polj, rezultat tega pa je, da se njuna atmosfera počasi izgublja v vesolje. Izbruhi koronske mase in podobni dogodki sprostijo iz površine Sonca magnetno polje in velike količine materiala. Interakcija tega magnetnega polja in materiala z Zemljinim magnetnim poljem preusmeri nabite delce v Zemljino zgornjo atmosfero. Posledico tega pojava na Zemlji je mogoče opazovati v višinah stratosfere v obliki polarnega sija.
Helisofera in planetarna magnetna polja (tistih planetov, ki ga imajo) delno ščiti Osončje pred visokoenergijskimi medzvezdnimi delci - kozmičnimi žarki. Gostota kozmičnih žarkov v medzvezdni snovi in moč Sončevega magnetnega polja se spreminjata skozi dolgo časovno obdobje, tako da se nivo vdiranja kozmičnih žarkov v Osončje spreminja, ni pa znano, za koliko.
V medplanetarni snovi se nahajata najmanj dve diskom podobni regiji kozmičnega prahu. Prva, zodiakalni oblak prahu, se nahaja v notranjem Osončju in povzroča zodiakalno svetlobo. Najverjetneje je nastal zaradi trka znotraj asteroidnega pasu.  Drugi oblak prahu se razširja od 10 a. e. do približno 40 a. e., in je verjetno nastal zaradi trka znotraj Kuiperjevega pasu.

## Notranje Osončje
Notranje Osončje je tradicionalno ime za območje, ki obsega zemeljske planete in asteroide. Telesa se nahajajo razmeroma blizu Sonca in so v glavnem sestavljena iz silikatov in kovin; polmer celotnega območja je krajši od razdalje med Jupitrovo in Saturnovo tirnico.

### Notranji planeti
Štirje notranji oz. zemeljski planeti imajo gosto, skalnato zgradbo, imajo nekaj lun ali pa so brez njih in nimajo sistema obročev. V glavnem so sestavljeni iz ognjevzdržnih mineralov, kot so silikati, ki oblikujejo skorjo in plašč, ter kovin kot sta železo in nikelj, ki oblikujejo jedro. Trije od štirih notranjih planetov (Venera, Zemlja in Mars) imajo dovolj izdatno atmosfero, da lahko proizvaja vreme; vsi imajo kraterje in tektonske značilnosti površja, kot so tektonski jarki in ognjeniki. Izraz notranji planet se ne bi smel zamenjevati s spodnjim planetom, s katerim so označevali tiste planete, ki so bližje Soncu kot Zemlji (tj. Merkur in Venera).
Merkur obkroži Sonce v 88 dneh, Venera v 243 dneh, Zemlja v 365,25 dneh in Mars v 687 dneh. Največji je naša Zemlja, sledijo ji dvojčica Venera in kasneje Mars ter Merkur, ki je še zmeraj večji od Plutona.

#### Merkur
Merkur (0,4 a. e. od Sonca) je Soncu najbližji planet in je najmanjši planet Osončja (0,055 Zemljine mase). Merkur nima naravnih satelitov, njegova edina znana geološka značilnost poleg udarnih kraterjev so številni ozki grebeni (rupes). Ti naj bi nastali, ko se je skorja že strdila, nato pa sta se skorja in plašč začela ohlajati in krčiti. Merkur ima redko atmosfero, sestavljeno iz atomov, ki se zaradi Sončevega vetra neprestano izgubljajo v vesolje. Njegovo relativno veliko jedro in tanek plašč še nista ustrezno razložena. Obstaja več hipotez, ena od njih pravi, da je njegove zunanje sloje odtrgal orjaški trk, druga pa, da je energija mladega Sonca preprečila popolno akrecijo. Imenuje se po rimskemu slu med bogovi in ljudmi, Merkurju.

#### Venera
Venera (0,7 a. e. od Sonca) je približno tako velika kot Zemlja (0,815 Zemljine mase) in ima podobno kot Zemlja silikatni plašč okrog železnega jedra, debelo atmosfero in dokaze o notranji geološki aktivnosti. Je veliko bolj suha od Zemlje in njena atmosfera je 90-krat gostejša. Venera nima naravnih satelitov. Je najbolj vroč planet s temperaturo površja čez 400 °C, najverjetneje zaradi velike količine toplogrednih plinov v ozračju. Ni jasnega dokaza o trenutni geološki aktivnosti, toda odsotnost magnetnega polja, ki bi preprečeval neposreden stik ozračja s Sončnim vetrom, kaže na to, da se njena atmosfera redno obnavlja z izbruhi vulkanov. Ime je dobila po rimski boginji lepote in ljubezni, Veneri.

#### Zemlja
Zemlja (1 a. e. od Sonca) je največji in najgostejši notranji planet, edini, za katerega vemo, da je trenutno geološko aktiven in edini znani planet, na katerem obstaja življenje. Njena tekoča hidrosfera je edinstvena med zemeljskimi planeti in je edini planet, kjer je opazna tektonika plošč. Zemljina atmosfera je zelo drugačna od atmosfer na drugih planetih, saj jo je preoblikovala prisotnost življenja, tako da vsebuje 21 % prostega kisika. Ima en naravni satelit, Luno, edini večji satelit zemeljskih planetov v Osončju.

#### Mars
Mars (1,5 a. e. od Sonca) je manjši od Zemlje in Venere (0,107 Zemljine mase). Ima atmosfero, ki je večinoma sestavljena iz ogljikovega dioksida, z atmosferskim tlakom 6,1 milibara (približno 0,6 % Zemljinega). Njegova površina je posejana s prostranimi vulkani, kot je Olympus Mons, in kanjoni Valles Marineris, ki kažejo na geološko aktivnost izpred 2 milijonov let. Njegova rdeča barva izhaja iz železovega oksida (rje) v zemlji. Mars ima dva majhna naravna satelita (Deimos in Fobos). Zaradi rdečkastega površja je poimenovan po rimskem bogu nasilne vojne, Marsu.

### Asteroidni pas
Asteroidi so mala telesa Osončja sestavljena večinoma iz ognjevzdržnih kamnin in kovinskih mineralov, z nekaj ledu.
Asteroidni pas zavzema tirnico med Marsom in Jupitrom, med 2,3 and 3,3 a. e. od Sonca. Za njih se predvideva, da so ostanki tvorjenja našega Osončja, ki se zaradi vpliva Jupitrove gravitacije niso združili.
Asteroidi so različnih velikosti od širine več 100 kilometrov do mikroskopskih. Vsi asteroidi z izjemo Ceresa, so klasificirani kot mala telesa Osončja.
Asteroidni pas vsebuje več 10 tisoč, verjetno milijone, teles, ki imajo polmer večji od enega kilometra. Kljub temu skupna masa asteroidnega pasu najverjetneje ne presega tisočino Zemljine. Asteroidni pas je redko posejan; vesoljska vozila potujejo skozi brez incidentov. Asteroidi s premerom med 10 in 10−4 m se imenujejo meteoroidi.

#### Ceres
Ceres (2,77 a. e.) je največji asteroid, protoplanet in pritlikavi planet. Njegov premer je malo manjši od 1.000 km, in njegova masa je dovolj velika, da ga je lastna gravitacija oblikovala v okroglo obliko. Za Ceres je ob odkritju leta 1891 veljalo, da je planet in so ga v 1850-ih preklasificirali v asteroid. Kot pritlikavi planet je bil klasificiran leta 2006.

#### Asteroidne skupine
Asteroidi v asteroidnem pasu so razdeljeni v asteroidne skupine in družine, ki imajo podobne elemente tirnic. Asteroidne lune so asteroidi, ki krožijo okrog večjih asteroidov. Ne razlikujejo se veliko od lun planetov in so včasih tako velike kot njihov partner. Asteroidni pas vsebuje tudi komete asteroidnega pasu, za katere domnevajo, da so izvor Zemljine vode.
Jupitrovi trojanci se nahajajo na obeh Jupitrovih L4 ali L5 točkah 
(gravitacijsko stabilna območja, ki držijo in vodijo planet v svoji tirnici); izraz »trojanec« se nanaša tudi na majhna telesa v katerikoli Lagrangeevi točki satelita ali planeta. Hildini asteroidi so z Jupitrom v resonanci 2:3; tj. okrog Sonca zakroži trikrat v času dveh Jupitrovih tirnic.
Notranje Osončje je zaprašeno tudi z asteroidi, od katerih mnogi križajo tirnice z notranjimi planeti.

## Zunanje Osončje
Zunanje območje Osončja je območje plinskih velikanov in njihovih velikih lun. V tem območju prav tako kroži veliko kometov s kratkotrajno obhodno dobo, vključno s kentavri. Zaradi njihove velike oddaljenosti od Sonca trdna telesa v zunanjem Osončju vsebujejo višji odstotek hlapljivih snovi (kot so voda, amonijak in metan) od skalnatih prebivalevi notranjega Osončja, ker nižje temperature omogočajo tem snovem ostati v trdnem stanju.

### Zunanji planeti
Štiri zunanji planeti ali plinski velikani (včasih imenovani tudi jupitrovski planeti) skupaj tvorijo 99 % znane mase, ki kroži okrog Sonca. Jupiter in Saturn imata vsak desetkrat več mase od Zemlje in ju sestavljata večinoma vodik in helij; Uran in Neptun imata veliko manjšo maso (<20 Zemljinih mas) in vsebujeta več ledu. Zaradi tega nekateri astronomi predlagajo, da spadata v lastno kategorijo ledenih velikanov. Vsi štirje plinski velikani imajo obroče, čeprav je z Zemlje enostavno viden le Saturnov sistem obročev. Izraz zgornji planet označuje planete, ki ležijo zunaj Zemljine tirnice, torej vključuje poleg zunanjih planetov še Mars.

#### Jupiter
Jupiter (5,2 a. e.) je 318-krat masivnejši od Zemlje in 2,5-krat masivnejši od vseh ostalih planetov skupaj. V glavnem je sestavljen iz vodika in helija. Jupitrova vroča notranjost ustvarja v njegovi atmosferi polstabilne značilnosti, kot so plasti oblakov in Velika rdeča pega. Ker je največji izmed planetov, je dobil ime po rimskem vrhovnem bogu Jupitru.
Jupiter ima 67 znanih satelitov. Štirje največji, Ganimed, Kalisto, Io in Evropa, so podobni zemeljskim planetom, so ognjeniško aktivni in imajo notranji vir toplote. Ganimed, največji satelit v Osončju, je večji od Merkurja.

#### Saturn
Saturn (9.5 a. e.), ki se od drugih planetov razlikuje po svojem obsežnem sistemu obročev, je v marsičem podoben Jupitru, tj. v sestavi atmosfere in magnetosfere. Čeprav ima Saturn 60 % Jupitrove prostornine, ima manj kot tretjino njegove mase oz. 95 Zemljinih mas - s tem je najmanj gost planet v Osončju. Saturnovi obroči so majhni kosi ledu in kamnin.
Saturn ima 62 potrjenih satelitov; dva od teh, Titan in Enkelad, kažeta znake geološke aktivnosti, čeprav sta večinoma sestavljena iz ledu. Titan, druga največja luna v Osončju, je večji od Merkurja in je edini satelit v Osončju z izdatno atmosfero.

#### Uran
Uran (19.2 a. e.) je 14-krat masivnejši od Zemlje in je najlažji izmed zunanjih planetov. Edini med planeti se vrti okrog svoje osi skoraj pravokotno na ravnino ekliptike; njegov nagib vrtilne osi je preko 90 stopinj glede na ekliptiko. Ima veliko hladnejše jedro od ostalih plinskih velikanov in oddaja zelo malo toplote v vesolje.
Uran ima 27 znanih satelitov, največji so Titanija, Oberon, Umbriel, Ariel in Miranda.

#### Neptun
Neptun (30 a. e.) je malo manjši od Urana, je pa masivnejši (17 Zemelj) in zato gostejši. Oddaja več notranje toplote, vendar manj od Jupitra in Saturna.
Neptun ima 14 znanih satelitov. Največji, Triton, je geološko aktiven, z gejzirji tekočega dušika. Triton je edini večji satelit z vzvratno tirnico. Poleg Neptuna je v njegovi tirnici več planetoidov, imenovanih Neptunovi trojanci, ki so z njim v 1:1 resonanci. Ker je na pogled modre barve, je poimenovan po rimskem bogu morij in oceanov Neptunu.

### Kentavri
Kentavri so telesa, podobna ledenim kometom, katerih tirnica ima veliko polos daljšo od Jupitrove (5,5 a. e.) in krajšo od Neptunove (30 a. e.). Največji znan Kentaver, 10199 Chariklo, ima premer približno 250 km. Prvi odkriti Kentaver, 2060 Hiron, je bil klasificiran kot komet (95P), ker je takrat razvil komo, kot jih razvijejo kometi, ko se približujejo Soncu.

## Kometi
Kometi so mala telesa Osončja, običajno široki le nekaj kilometrov, sestavljeni pa so pretežno iz ledu. Imajo visoko eliptično tirnico in imajo običajno prisončje (perihelij) znotraj tirnic notranjih planetov, odsončje (afelij) pa daleč za Plutonom. Ko komet vstopi v notranje Osončje, bližina Sonca povzroči, da njegova ledena površina sublimira in ionizira, kar ustvari komo: dolg rep plinov in prahu, pogosto viden s prostim očesom.
Kometi s kratko obhodno dobo imajo tirnice z obhodno dobo krajšo kot 200 let, tisti z dolgo obhodno dobo pa več tisoč let. Kratkoperiodični kometi naj bi izhajali iz Kuiperjevega pasu, medtem ko naj bi dolgoperiodični, kot je Hale–Bopp, izvirali iz Oortovega oblaka. Veliko skupin kometov, kot so Kreutzovi blizusončevi kometi, izvira iz enega samega kometa. Nekateri kometi s hiperbolično tirnico lahko izvirajo zunaj Osončja, določanje njihove točne tirnice pa je težavno. Stare komete, ki so zaradi Sončeve toplote že izgubili svoje hlapljive snovi, astronomi pogosto uvrščajo med asteroide.

## Čezneptunska regija
Območje za Neptunom ali »Čezneptunska regija« je še vedno precej neraziskano. Sestavljeno je iz majhnih teles (največja imajo le petino Zemljinega premera in maso, ki je veliko manjša od Lunine), zgrajenih iz skal in ledu. To regijo včasih imenujejo tudi »zunanje Osončje«, čeprav drugi uporabljajo ta izraz za regijo za asteroidnim pasom.

### Kuiperjev pas
Kuiperjev pas je obroč razbitih delcev, ki so podobni tistim v asteroidnem pasu, vendar so v glavnem zgrajeni iz ledu. Razteza se med 30 in 50 a. e. od Sonca. Čeprav je ocenjeno, da vsebuje nekje od ducat do nekaj tisoč pritlikavih planetov, je v glavnem sestavljen iz malih teles Osončja. Pri več večjih telesih Kuiperjevega pasu, kot so Kvaoar, Varuna in Ork, se bo morda po nadaljnjih raziskavah izkazalo, da so pritlikavi planeti. Ocenjujo, da je v Kuiperjevem pasu več kot 100.000 teles s premerom, večjim od 50 km, skupna masa Kuiperjevega pasu pa je le desetina ali celo samo stotina Zemljine. Veliko teles Kuiperjevega pasu ima več satelitov in večina jih ima tirnico, ki jih vodi izven ravnine ekliptike.
Kuiperjev pas lahko na grobo razdelimo v »klasični« pas in resonance. Resonance so tirnice, povezane z Neptunovo (t.j dvakrat na vsake tri Neptunove tirnice, ali enkrat na vsaki dve). Prva resonanca se začne znotraj tirnice samega Neptuna. Klasični pas je sestavljen iz teles, ki nimajo resonance z Neptunom, okvirno se raztezajo od 39,4 a. e. do 47,7 a. e. Telesa klasičnega Kuiperjevega pasu so klasificirana kot kubevani, ki so poimenovani po prvem odkritem telesu, (15760) 1992 QB1.

#### Pluton in Haron
Pritlikavi planet Pluton (povprečno 39 a. e.) je največji znani planet v Kuiperjevem pasu. Za Pluton so ob odkritju leta 1930 menili, da je deveti planet, kar pa se je spremenilo leta 2006 ob sprejetju uradne definicije planeta. Pluton ima eliptično tirnico, ki je glede na ravnino ekliptike nagnjena za 17 stopinj, in je oddaljen od Sonca od 29,7 a. e. v periheliju do 49,5 a. e. ob apoheliju.
Haron, Plutonovo največjo luno, včasih skupaj s Plutonom opisujejo kot del dvojnega planetnega sistema, saj obe telesi krožita krožita okrog njunega skupnega težišča (tj. izgleda, kot da »krožita drug okrog drugega«). Za Haronom krožijo štirje poznani manjši sateliti, Stiks, Nikta, Kerber in Hidra.
Pluton ima z Neptunom resonanco 3:2, kar pomeni, da Pluton zakroži okrog Sonca vsake 3 Neptunove tirnice. Telesa Kuiperjevjevega pasu, katerih tirnice se ujemajo s to resonanco, se imenujejo plutini.

#### Makemake in Haumea
Makemake (povprečno 45,79 a. e.), ki je manjši od Plutona, je največje znano telo v klasičnem Kuiperjevem pasu (t.j, ni v potrjeni resonanci z Neptunom). Makemake je za Plutonom najsvetlejše telo v Kuiperjevem pasu. Svoje ime in opredelitev za pritlikavi planet je dobil leta 2008. Ima bolj nagnjeno tirnico od Plutonove, tj. 29°.
Haumea (povprečno 43,13 a. e.) je v podobni tirnici kot je Makemake, s to razliko, da je ujet v resonanci 7:12 z Neptunom. Je približno iste velikosti kot Makemake in ima dva naravna satelita. Hitra, 3,9-urna rotacija mu daje ploščato in podolgovato obliko. Svoje ime in opredelitev za pritlikavi planet je dobil leta 2008.

### Razpršeni disk
Razpršeni disk, ki se prekriva s Kuiperjevim pasom in širi daleč navzven, je verjetno izvor kometov s kratkotrajno obhodno dobo. Nekatere teorije pravijo, da je nastal zaradi razpršitve Kuiperjevega pasu, ki je nastala zaradi težnostnih vplivov zunanjih planetov (predvsem Neptuna). Večina teles razpršenega diska ima perihelij znotraj Kuiperjevega pasu, toda afelij daleč izven njega (nekateri imajo afelij oddaljen več kot 150 a. e. od Sonca). Tirnice teles razpršenega diska imajo večji naklon na ekliptiko in so pogosto nanjo tudi pravokotne. Nekateri astronomi imajo razpršeni disk le za regijo Kuiperjevega pasu in telesa razpršenega diska opisujejo kot »razpršena telesa Kuiperjevega pasu«. Nekateri astronomi klasificirajo kentavre kot notranja-razpršena telesa Kuiperjevega pasu skupaj z zunaj-razpršenimi telesi razpršenga diska.

#### Erida
Erida (povprečno 68 a. e.) je največje znano telo razpršenega diska. Kaj sestavlja planet, je še stvar razprave, saj je njegova masa za 25 % večja od Plutona, imata pa enak premer. Je najmasivnejši znani pritlikavi planet. Znan ima en satelit, Disnomijo. Podobno kot pri Plutonu je tirnica Eride močno eliptična, s perihelijem 38,2 a. e. (približna oddaljenost Plutona od Sonca) in afelijem 97,6 a. e.

## Najbolj oddaljene regije
Točka, kjer se konča Osončje in se začne medzvezdni prostor, ni točno določena, ker zunanje meje oblikujeta dve ločeni sili: Sončev veter in njegova gravitacija. Zunanja meja vpliva sončevega vetra je približno enaka štirikratni oddaljenosti Plutona od Sonca; za to heliopavzo velja, da je začetek medzvezdne snovi. Sončeva Hillova krogla, kjer ima Sonce gravitacijski vpliv na druga telesa, naj bi segala tisočkrat dlje.

### Heliopavza
Heliosfera je razdeljena v dve ločeni regiji. Sončev veter potuje približno 400 km/s, dokler ne trči z medzvezdnim vetrom (tok plazme v medzvezdni snovi). Do trka pride v področju terminacijskega šoka (področje, kjer se hitrost sončevega vetra upočasni z nadzvočnih na počasnejše hitrosti), ki je približno 80–100 a. e. od Sonca v smeri toka in približno 200 a. e. od Sonca proti toku. Tukaj se veter bistveno upočasni in postane turbulenten, formira veliko ovalno strukturo, znano kot ovojnica heliosfere. Zunanja meja heliosfere, heliopavza, je točka, kjer se sončev veter konča in se začne medzvezdni prostor. Plovili Voyager 1 in Voyager 2 sta zaznali, da sta prečkali terminacijski šok in vstopili v ovojnico heliosfere, 94 in 84 a. e. od Sonca. Voyager 1 je poročal tudi, da je dosegel heliopavzo.
Na obliko in zgradbo zunanjega roba heliosfere najverjetneje vpliva hidrodinamika interakcij z medzvezdno snovjo. Za heliopavzo, pri približno 230 a. e., se nahaja udarni val (bow shock) (ker se Sonce giblje glede na medzvezdno snov s hitrostjo, ki je večja od hitrosti zvoka v medzvezdni snovi, ustvari v medzvezdni snovi udarni val).

### Ločena telesa
90377 Sedna (povprečno 520 a. e.) je veliko rdeče telo z izredno raztegnjeno eliptično tirnico, ki ga vodi od približno 76 a. e. v periheliju do 940 a. e. v aheliju in za obhod potrebuje 11.400 let. Mike Brown, ki je leta 2003 to telo odkril, je pripomnil, da ne more biti del razpršenega diska ali Kuiperjevega pasu, ker je v periheliju preveč oddaljen, da bi nanj lahko vplival Neptun. Skupaj z drugimi astronomi meni, da je Sedna prva izmed popolnoma nove populacije teles, poimenovane »oddaljena ločena telesa« (distant detached objects - DDOs), ki naj bi vključevala tudi telo 2000 CR105 s perihelijem 45 a. e., ahelijem 415 a. e. in orbitalno periodo 3.420 let. Brown imenuje to populacijo »notranji Oortov oblak« (inner Oort cloud), saj se je verjetno formirala s podobnimi procesi, čeprav je veliko bližje Soncu. Sedna je verjetno pritlikavi planet, čeprav njegova oblika še ni definirana. Drugo nedvoumno ločeno telo, s perihelijem, ki je oddaljen od Sedne za približno 81 a. e., je 2012 VP113, ki so ga odkrili leta 2012. Njegov ahelij je pri 400–500 a. e.

### Oortov oblak
Oortov oblak je hipotetičen okrogel oblak, ki vsebuje na milijone ledenih teles, ki so verjetno izvor vseh kometov z dolgotrajno obhodno dobo in naj bi obdajal Osončje pri približno 50.000 a. e. (približno 1 svetlobno leto) ter segal do 100.000 a. e. (1,87 sv.l.). Oortov oblak naj bi bil sestavljen iz kometov, ki so bili izvrženi iz Osončja zaradi gravitacijskega učinka zunanjih planetov. Telesa Oortovega oblaka se premikajo zelo počasi in se lahko preusmerijo iz svojega tira zaradi redkih dogodkov, kot so trki in drugi zunanji vplivi. Ti lahko komete preusmerijo proti notranjosti Osončja ali pa v medzvezdni prostor.

### Meje
Večina Osončja je še neraziskanega. Ocenjen obseg Sončevega gravitacijskega polja, kjer prevlada gravitacijske sile okoliških zvezd je približno 2 svetlobni leti (125.000 a. e.). Ocena polmera Oortovega oblaka je 50.000 a. e. Kljub odkritjem, kot je Sedna, je območje med Kuiperjevim pasom in Oortovim oblakom s polmerom na desettisoče a. e. še vedno slabo kartirano. Poleg tega so v teku tudi raziskave regije med Merkurjem in Soncem.
Novembra 2012 je NASA objavila, da se je sonda Voyager 1 približala območju prehoda v zunanje meje Osončja; njegovi instrumenti so zaznali močno povečanje magnetnega polja. Ker pa hkrati niso zaznali tudi spremembe smeri magnetnega polja, so Nasini znanstveniki to interpretirali tako, da Voyager 1 še ni zapustil Osončja.

## Lega Osončja v galaksiji
Osončje se nahaja v Rimski cesti. To je spiralna galaksija s prečko s premerom okrog 100.000 svetlobnih let, ki vsebuje približno 200 milijard zvezd. Sonce se nahaja na robu enega od zunanjih krakov Rimske ceste, znanega kot Orionov krak. Od središča galaksije je oddaljeno med 25.000 in 28.000 svetlobnih let ter potuje okrog njega s hitrostjo približno 220 kilometrov na sekundo, tako da en obhod traja 225–250 milijonov let. To dobo imenujemo galaktično leto Osončja.
Lega Osončja v galaksiji vpliva na evolucijo življenja na Zemlji. Njegova tirnica je skoraj okrogla in tirnice okrog Sonca imajo približno enako hitrost kot jo imajo spiralni kraki. Zato Sonce le redko prečka krake. Ker je v spiralnih krakih veliko večja koncentracija supernov, gravitacijskih nestabilnosti in radiacije, ki lahko motijo Osončje, je to dalo Zemlji na voljo dolgo obdobje stabilnosti za razvoj življenja. Prav tako Osončje leži dovolj daleč stran od galaktičnega centra, v katerem se nahaja množica zvezd. Bližje centra bi lahko gravitacijski vlek bližnjih zvezd vrgel iz tira telesa v Oortovem oblaku in poslal komete v notranje Osončje, kar bi lahko povzročilo trke s potencialno katastrofičnimi posledicami za življenje na Zemlji. Radiacija galaktičnega centra lahko prav tako moti razvoj kompleksnega življenja. Kljub današnji legi Osončja so nekateri znanstveniki postavili hipotezo, da so imele nedavne supernove negativen vpliv na življenje v zadnjih 35.000 letih.

## Slikovni pregled
To poglavje vsebuje vzorec teles v Osončju, izbran glede na velikost in kvaliteto fotografij in urejeno glede na volumen. Nekatera večja telesa (na primer Erida) so izpuščena, ker ni na voljo kvalitetnih slik.
|                                                 |                            |                            |                           |                             |                            |                          |
| Sonce (zvezda)                                  | Jupiter (planet)           | Saturn (planet)            | Uran (planet)             | Neptun (planet)             | Zemlja (planet)            | Venera (planet)          |
|                                                 |                            |                            |                           |                             |                            |                          |
| Mars (planet)                                   | Ganimed (Jupitrov satelit) | Titan (Saturnov satelit)   | Merkur (planet)           | Kalisto (Jupitrov satelit)  | Io (Jupitrov satelit)      | Luna (Zemljin satelit)   |
|                                                 |                            |                            |                           |                             |                            |                          |
| Evropa (Jupitrov satelit)                       | Triton (Neptunov satelit)  | Pluton (pritlikavi planet) | Titanija (Uranov satelit) | Rea (Saturnov satelit)      | Oberon (Uranov satelit)    | Japet (Saturnov satelit) |
|                                                 |                            |                            |                           |                             |                            |                          |
| Haron (Plutonov satelit)                        | Umbriel (Uranov satelit)   | Ariel (Uranov satelit)     | Diona (Saturnov satelit)  | Tetija (Saturnov satelit)   | Cerera (pritlikavi planet) | Vesta (asteroid)         |
|                                                 |                            |                            |                           |                             |                            |                          |
| Enkelad (Saturnov satelit)                      | Miranda (Uranov satelit)   | Proteus (Neptunov satelit) | Mimas (Saturnov satelit)  | Hiperion (Saturnov satelit) | Fojba (Saturnov satelit)   | Jan (Saturnov satelit)   |
| To polje: prikaži · pogovor · uredi · zgodovina |                            |                            |                           |                             |                            |                          |

| Družinski portret Voyagera 1 na razdalji približno 6 milijard kilometrov od Zemlje.    |
| -------------------------------------------------------------------------------------- |
| Venera, Zemlja (Bleda modra pika), Jupiter, Saturn, Uran, Neptun (13. septembra 1996). |